# Carpetans
Els carpetans (llatí Carpetani) varen ser un grup preromà considerat com un dels diversos pobles celtes que habitaven l'oest i el nord de la península Ibèrica.

## Localització
La seva ubicació es localitza a la zona central de la península Ibèrica, principalment en el curs alt del riu Tajo i arribant a la conca alta del riu Guadiana, al territori que comprèn part de les actuals províncies espanyoles de Guadalajara, Toledo, Madrid i Ciudad Real.
Estrabó, escriptor grec del segle i aC indica que els turdetans limitaven el nord amb els carpetans. El nom de carpetans, atorgat per Estrabó, s'utilitza per designar la serralada muntanyosa que separa Segòvia de Madrid, les muntanyes Carpetanes (Montes Carpetanos).
La situació dels carpetans en relació amb altres pobles celtíbers els ubicava a l'oest dels òlcades, al nord dels oretans, a l'est i sud dels vacceus i vetons. Poc més se sap de les seves característiques culturals, a causa de l'escassetat de textos històrics i l'absència d'excavacions arqueològiques. Del seu panteó religiós sol es pot citar algun tret, com l'adoració que professaven a la deessa Ataecina.
Pertanyeren a una cultura mixta, agrícola (principalment blat) i ramadera i el seu territori, Apià el descriu com una regió fèrtil ple d'oliveres i ceps. Els seus principals nuclis urbans foren Toletum, corresponent a l'actual Toledo, Complutum, l'actual Alcalá de Henares, Consabura, la moderna Consuegra, Segóbriga (Saelices, a la Província de Conca, i Laminio) van adquirir l'estatut legal municipal poc després de la conquesta romana.

## Enfrontaments amb Roma
Marco Porci Cató el Vell, va ser el procònsol romà encarregat de romanitzar aquest poble. Entorn de l'any 195 aC va dirigir les operacions militars destinades a eliminar l'aliança militar de carpetans, vetons, vacceus i altres tribus celtiberes.
En el 193 aC les legions de Marc Fulvi Nobilior van arribar a assetjar Toletum, la capital dels carpetans, per conquerir-la a l'any següent, després de derrotar un exèrcit aliat dels vetóns. Nobilior va capturar el rei carpetà Hilermus, el qual havia reunit entorn d'ell una confederació de vacceus, vetons i celtíbers.
A l'estiu del 185 aC un exèrcit aliat de carpetans, lusitans i vetons van derrotar els romans dirigits per Quint Crispí i Gai Calpurni. I a l'any següent el cònsol Aule Terenci Varróva ser derrotat a Titulcia. El 180 aC Tiberi Semproni Grac va pacificar la zona firmant amb els carpetans una treva per 25 anys.
A partir del 153 aC la treva de Grac es va trencar i les lluites (la guerra celtibera) van continuar. Només acabarien amb la caiguda de Numància, el 133 aC davant de les legions de Publi Corneli Escipió Emilià Africà Menor.

## Restes arqueològiques
- Complutum.[5]
- Contrebia Carbica.
- Navalquejigo.
- Santorcaz.
- Segóbriga.
- Titulcia.
- Miralrío (a Rivas-Vaciamadrid.[6]
- Laminium (ubicació actual desconeguda).[7]